# 보후슬라프 하시슈테인스키

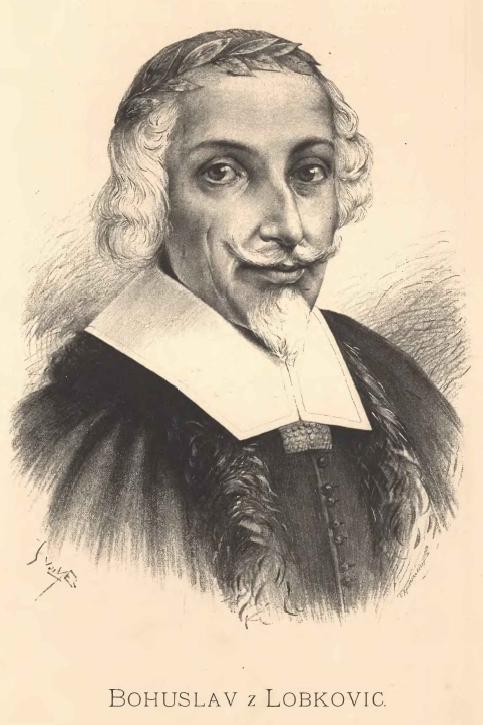
보후슬라프 하시슈테인스키 즈 롭코비츠

보후슬라프 하시슈테인스키 즈 롭코비츠(체코어:Bohuslav Hasištejnský z Lobkovic), 보후슬라프 로프코비츠 폰 하센슈타인 (독일어:Bohuslaw Lobkowits von Hassenstein) (1461년 - 1510년)은 체코 귀족의 한 명으로 작가이자 인문주의자였다.
이탈리아 볼로냐에서 공부하고 법학 박사 학위를 받았다. 1483년부터 프라하의 비셰흐라트의 주임 사제가 된다. 1490년-1491년에는 성지 순례를 하고 이집트를 돌아 본다. 올로모우츠의 주교로 선출되지만 교황은 이를 거부한다. 이후 1503년부터는 하시슈텐인 성에 약 800권을 소장한 도서관을 만들고 몇몇 작가 친구들과 함께 어울리며 산다. 이 도서관은 전 유럽을 통틀어 가장 크고 가장 좋은 도서관의 하나였다.
글은 라틴어로만 썼다. 체코어는 야만족의 언어로 여겼기 때문이다.

## 작품
- Satira k sv. Václavu – rozebírá vady svých současníků.
- Žaloba k sv. Václavu na mravy Čechů - vytýká šlechtě její způsob života
- De situ Pragae et incolentium moribus - O položení Prahy a mravech jejích obyvatel
- List Petrovi z Rožmberka
- De miseria humana - O lidské bídě, básně
- De avaritia - O lakomství, básně